# О’Доннелл, Кеннет
Кеннет («Кенни») Патрик О'Доннелл (4 марта 1924, Вустер, Массачусетс — 9 сентября 1977, Бостон или Массачусетс) — американский политический консультант, специальный помощник президента Джона Кеннеди с 1961 г. до его убийства в ноябре 1963 г. Был близким другом президента Кеннеди и его младшего брата Роберта Кеннеди. Наряду с Ларри О'Брайеном и Дэвидом Пауэрсом, входил в группу близких советников Кеннеди, прозванную «Ирландской мафией».
С 1963 по 1965 год О'Доннелл также был помощником президента Линдона Джонсона. Позднее он был советником Роберта Кеннеди во время его президентской кампании 1968 года.

## Ранние годы
Родился в Вустере, штат Массачусетс, и вырос в Бостоне. Оба его родителя были католиками ирландского происхождения. Старший брат О'Доннелла был звездой футбола в Гарварде в 1940-х годах.
Окончил среднюю школу во время Второй мировой войны, а затем служил в Военно-воздушных силах США (1942–1945), где совершил 30 боевых вылетов в качестве бомбардира в составе эскадрильи B-17, прежде чем был сбит над Бельгией. Попал в лагерь для военнопленных, бежал. Был награждён Крестом за выдающиеся лётные заслуги и Воздушной медалью с четырьмя ветками дубовых листьев. После войны учился в Гарвардском колледже (1946–1949), где познакомился с Робертом Ф. Кеннеди. Они оставались близкими друзьями вплоть до убийства Кеннеди в 1968 году.

## Карьера
Дружба с Робертом Кеннеди привела О’Доннелла к участию в политической карьере семьи Кеннеди. В 1946 году Роберт Кеннеди привлек его к работе над первой кампанией по выборам в Конгресс своего старшего брата Джона. В 1952 году О’Доннелл и Роберт Кеннеди совместно вели кампанию за избрание Джона в Сенат США. Затем О’Доннелл продолжал работать неоплачиваемым политическим наблюдателем Джона Кеннеди в Массачусетсе вплоть до 1957 года, когда он стал помощником юриста в сенатском Комитете по борьбе с трудовым рэкетом, где он работал на Роберта Кеннеди, назначенного главным юристом Комитета.
В 1958 году О’Доннелл стал членом штаба сенатора Джона Кеннеди, где он позже был ключевым организатором и советником во время президентской кампании Кеннеди в 1960 году. В следующем году он стал специальным помощником президента Кеннеди и секретарем по назначениям. Позднее он консультировал президента в период подготовки к вторжению в залив Свиней и во время Карибского кризиса 1962 года.
О’Доннелл организовал поездку президента Кеннеди в Даллас в ноябре 1963 года и находился в машине, ехавшей позади лимузина президента, когда Кеннеди был убит. Смерть Кеннеди стала огромным ударом для О’Доннелла, который долгое время винил себя в убийстве.
Работал помощником президента Линдона Джонсона до начала 1965 года. Вышел в отставку, чтобы попытаться выиграть номинацию от Демократической партии на пост губернатора Массачусетса в 1966 году. Проиграл Эдварду МакКормаку с отрывом в 64 000 голосов. В 1968 году был менеджером предвыборной кампании Роберта Кеннеди на пост президента.

## Браки и дети
Во время учебы в Гарварде в 1947 году О'Доннелл женился на Хелен Салливан. У них было пятеро детей: Кеннет-младший, близнецы Кэтлин и Кевин, Марк и Хелен. В январе 1977 года  Хелен умерла от последствий алкоголизма. Вскоре после этого О'Доннелл женился на Асте Ханне Хельге Штайнфатт, уроженке Германии. Несколько месяцев спустя О'Доннелл умер.

## Смерть
В годы, последовавшие за убийствами президента Кеннеди и Роберта Кеннеди, О'Доннелл все больше впадал в депрессию и начал много пить.
11 августа 1977 года был госпитализирован в больницу Бет Израэль в Бостоне с желудочно-кишечным заболеванием, вызванным последствиями алкоголизма. Его состояние постепенно ухудшалось и  9 сентября он умер в возрасте 53 лет. По просьбе семьи О'Доннелла причина смерти не была объявлена публично.  Младшая дочь О'Доннелла, Хелен, позже придала огласке  смерть отца от алкоголизма.
12 сентября 1977 года в римско-католической церкви Святого Причастия в Джамейка-Плейн состоялась заупокойная месса. Среди присутствующих были бывший мэр Бостона Джон Ф. Коллинз, бывший спикер Палаты представителей Джон Уильям МакКормак и несколько членов семьи Кеннеди, включая вдову президента Кеннеди, Жаклин Кеннеди Онассис.

## Киновоплощения
- The Missiles of October (1974, TV)
- Kennedy
- JFK (1991)
- A Woman Named Jackie (1991)
- Тринадцать дней (2000):  в роли О'Доннела Кевин Костнер
- Jackie Bouvier Kennedy Onassis (2000, TV)
- Parkland (2013)
- Killing Kennedy (2013)
- Jackie (2016)
- LBJ (2016)
- Godfather of Harlem (2019)